# Texella elliotti
Texella elliotti is een hooiwagen uit de familie Phalangodidae.